# Papaipema araliae
Papaipema araliae é uma espécie de mariposa da família Noctuidae. Pode ser encontrada na América do Norte.
O número MONA ou Hodges para Papaipema araliae é 9470.